# Floorball ai XXVIII Giochi del Sud-est asiatico
Le gare di floorball ai XXVIII Giochi del Sud-est asiatico sono state disputate a Singapore tra il 9 e il 14 giugno 2015.

## Podi
| Torneo           | Oro       | Argento    | Bronzo        |
| Torneo maschile  | Singapore | Thailandia | Malaysia      |
| Torneo femminile | Singapore | Thailandia | Non assegnato |

## Medagliere
| Posiz. | Nazione    | Oro | Argento | Bronzo | Totale |
| ------ | ---------- | --- | ------- | ------ | ------ |
| 1      | Singapore  | 2   | 0       | 0      | 2      |
| 2      | Thailandia | 0   | 2       | 0      | 2      |
| 3      | Malaysia   | 0   | 0       | 1      | 1      |
| Totale | Totale     | 2   | 2       | 1      | 5      |